# Kikudžiró Fukušima
Kikudžiró Fukušima (福島 菊次郎, Fukušima Kikudžiró, 15. března 1921 – 24. září 2015) byl japonský fotograf a novinář, autor knihy Postwar Japan that was not photographed: From Hiroshima to Fukushima.

## Počátky a vojenská služba
Narodil se v prefektuře Kudamacu Jamaguči jako nejmladší ze čtyř bratrů a jeho otec byl vedoucím rybářské unie. Povolán na jaře 1944 pracoval v logistice, dodával munici vojákům na koních v 10. praporu Východní Hirošimy. Byl propuštěn poté, když ho při tréninku kopl kůň a zlomil mu kost. Během léčby byla jeho jednotka torpédována u pobřeží Okinawy. Na jaře 1945 byl znovu povolán a dostal rozkaz zaútočit na americké tanky pomocí hlubinných pum v rámci přípravy na operaci Downfall. Konec války sledoval v zákopu u pobřeží prefektury Kagošima.

## Kariéra
Po válce Fukušima pracoval na opravách náramkových hodinek a vyvolávání fotografií a později jako okresní sociální úředník. Dokumentoval oběti bombového útoku na Hirošimu v průběhu deseti let a vydal oceněnou fotoknihu Japan Photo Critics Association „Pika Don: The Memories of Atomic Bombing Victims“. Těžce zasažen utrpením a chudobou, kterých byl svědkem, začal mít sluchové a zrakové halucinace a byla mu diagnostikována psychastenie. Po rozchodu s manželkou se v roce 1961 se svými 3 dětmi přestěhoval do Tokia, aby zde pracoval jako profesionální fotograf.
Jeho práce se týkala poválečných problémů, jako je boj Sanrizuka, znečištění životního prostředí, korejské slumy Zainiči a vojenské přezbrojení, stejně jako blízkovýchodní a sovětská politika. Jeho práce zahrnovala 17 výstav a 12 fotoknih. V roce 1961 zahájil celoroční zprávu o zbrojní výrobě ministerstva obrany. Poté, co mu byl umožněn přístup do továrny, tajně fotografoval klíčové komponenty. Později byl pobodán a měl zlomený nos, což vyžadovalo 10 stehů. O měsíc později jeho dům zapálili a jeho dcera bezpečně vyzvedla jeho negativy.
V roce 1982 se přestěhoval na neobydlený ostrov ve Vnitřním moři Seto kvůli svému přesvědčení o soběstačnosti. Vrátil se do Janaiši v prefektuře Jamaguči poté, co mu byla v roce 1987 diagnostikována rakovina žaludku. Po jaderné katastrofě ve Fukušimě Daiiči v roce 2011 pokračoval ve fotografování.
Kikudžiró Fukušima zemřel po mrtvici 24. září 2015, bylo mu 94 let.

## Film
Dokumentární film Nippon no Uso (Japan Lies – The Photojournalism of Kikujiro Fukushima, Age 90) poskytuje vhled do života Fukušimy. Na základě 250 000 fotek Fukušimy a jeho vlastních zkušeností film ukazuje málo známou stránku japonské poválečné cesty. Film režíroval Saburo Hasegawa a produkoval Documentary Japan a byl vydán 4. srpna 2012 v Tokiu.

## Sbírka prací
Před jeho smrtí byla práva na všechna jeho díla převedena na společnost Kjodo News Images v Tokiu v souladu s přáním Kikudžira. Bylo uloženo více než 100 000 negativů, které jsou nadále digitalizovány. Práce jsou dostupné online.

## Ceny a ocenění
- 2015 – Cena Higašikawy

## Knihy sdíly Fukušimy
- Kaku: Hangenki (核：半減期) / The Half Life of Awareness: Photographs of Hiroshima and Nagasaki. Tokyo: Tokijské muzeum fotografie, 1995.  Výstavní katalog; titulky a text japonsky a anglicky. Autoři: Ken Domon, Tošio Fukada, Kikudžiró Fukušima, Šigeo Hajaši, Kendži Išiguro, Šunkiči Kikuči, Micugi Kišida, Eiiči Macumoto, Jošito Macušige, Šómei Tómacu, Hiromi Cučida a Jósuke Jamahata). Text a titulky japonsky a anglicky.